# بياتريس مارشوف
بياتريس مارشوف (بالإنجليزية: Beatrice Marshoff)‏ (و. 1957 – م)هي سياسية من جنوب أفريقيا.
كانت عضوةً في المؤتمر الوطني الأفريقي.